# Nickelsdorfer Haidel
Nickelsdorfer Haidel este o arie protejată (arie specială de conservare — SAC, sit de importanță comunitară — SCI) din Austria întinsă pe o suprafață de 12,1 ha, integral pe uscat.

## Localizare
Centrul sitului Nickelsdorfer Haidel este situat la coordonatele 47°57′20″N 17°03′03″E / 47.9556°N 17.0508°E.

## Înființare
Situl Nickelsdorfer Haidel a fost declarat sit de importanță comunitară în mai 1998 pentru a proteja 2 specii de plante și 3 specii de animale. Situl a fost protejat și ca arie specială de conservare în iunie 2008.

## Biodiversitate
Situată în ecoregiunea continentală, aria protejată conține 2 habitate naturale: Pajiști stepice subpanonice, Fânețe de joasă altitudine (Alopecurus pratensis, Sanguisorba officinalis).
La baza desemnării sitului se află mai multe specii protejate:
- plante (2): Artemisia pancicii, sisinei (Pulsatilla grandis)
- păsări (3): fâsă-de-câmp (Anthus campestris), sfrâncioc roșiatic (Lanius collurio), silvie porumbacă (Sylvia nisoria)

Pe lângă speciile protejate, pe teritoriul sitului au mai fost identificate 7 specii de plante.